# Marco Sbriziolo

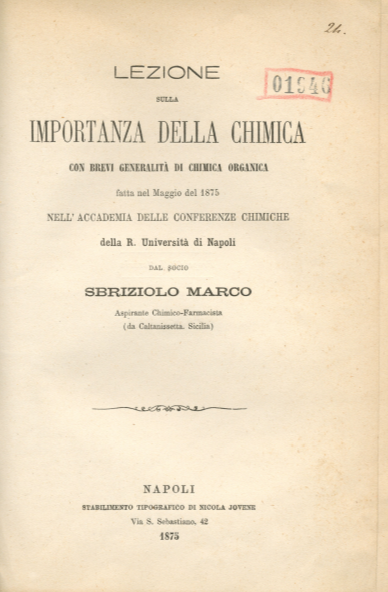
Frontespizio del testo: Importanza della Chimica del Prof. Marco Sbriziolo

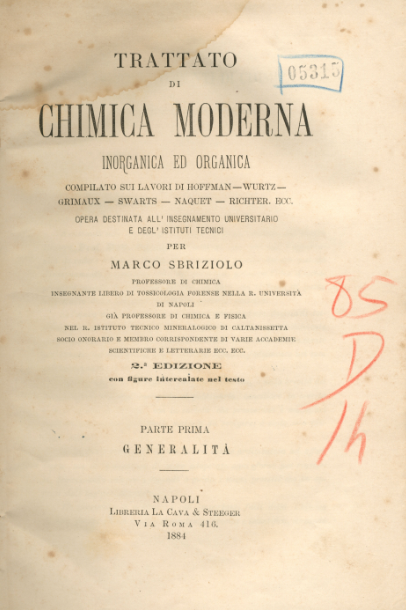
Trattato di Chimica Moderna Inorganica ed Organica

Marco Sbriziolo (Caltanissetta, 21 gennaio 1855 – Milano, 7 gennaio 1925) è stato un chimico italiano.

## Biografia
Nacque a Caltanissetta il 21 gennaio 1855 dal dentista Carmelo Sbriziolo (1828 - 1889) e Maria Stella Restivo (1832), fu insegnante e tossicologo e lavorò a Caltanissetta, come insegnante e direttore del Laboratorio chimico e d'igiene municipale e l'Osservatorio meteorologico. Giornalista e corrispondente del quotidiano “L'Ora”.
Dopo la laurea conseguita a Napoli in Chimica farmaceutica, lavorò, per un breve periodo, come insegnante a Caltanissetta. Poi ritornò a Napoli per insegnare presso Università, chimica e tossicologia forense e merceologia e chimica tecnologica, divenendo tra i massimi esperti e periti legali. Divenne anche consigliere comunale della città partenopea. 
Successivamente, nel 1889, tornò definitivamente a Caltanissetta dove dopo la dirigenza del laboratorio chimico insegnò all'Istituto Mario Rapisardi fino al 1922. Morì a Milano nel 1925 dove si era trasferito.

## Opere
Fu scrittore di 17 testi scientifici di tossicologia, tra cui il Trattato teorico-pratico di tossicologia medico-chimico-legale in 3 volumi, ma anche di fisica, chimica, igiene, meteorologia e agraria.
- Marco Sbriziolo, Trattato teorico-pratico di tossicologia generale e speciale: medico-chimico-legale, Tocco, 1884.
- Marco Sbriziolo, Vademecum degli avvelenamenti, clinico terapeutico ..., Ernesto Anfossi, 1888. XXXVIII, 264 p
- Marco Sbriziolo, Trattato di chimica generale inorganica ed organica: esposta sotto il punto di vista delle dottrine moderne, Mese, Vincenzo Onofrio, 1882.
- A. OGLIALORO TODARO e Marco SBRIZIOLO, Trattato di chimica generale, inorganica ed organica, esposta sotto il punto di vista delle dottrine moderne, per cura del Prof. M. Sbriziolo. Opera compilata sulle orme delle lezioni dettate dal ... Cav. A. Oglialoro Todaro, 1882.
- Giornale internazionale delle scienze mediche, E. Detken, 1888. URL consultato il 15 maggio 2013.
- Marco Cerilli, Salvatore Passannanti e Carmelo Sbriziolo, Merceologia. Per la 3/a classe degli Ist. Tecnici commerciali, Tramontana, 1985, ISBN 978-88-233-0060-6.
- Trattato di chimica analitica qualitativa e quantitativa. prof. Marco Sbriziolo. - Napoli : Giuseppe Eschena, 1883. - XII, 574 p.
- Trattato di chimica moderna inorganica ed organica compilato sui lavori di Hoffman, Wurtz, Grimaux, Swarts, Naquet, Richter ecc. : opera destinata all'insegnamento universitario e degl'istituti tecnici. Marco Sbriziolo. - 2. edizione con figure intercalate nel testo. - Napoli : Libreria La Cava & Steeger, 1884. - v.
- Sbriziolo, Marco Vademecum degli avvelenamenti clinico terapeutico.. Con l'aggiunta delle incompatibilità e controindicazioni dei medicamenti. Dosi massime dei farmaci più attivi, tanto per l'uso interno che per iniezioni ipodermiche e una tavola di ragguaglio tra le gocce ed i pesi dei medicamenti liquidi più comuni. Ad uso dei medici erercenti, dei farmacisti, degli studenti e delle famiglie. Napoli, Ernesto Anfossi, 1888.. 16°picc. : pp. XXXVIII + 264
- Atlante di chimica descrittiva: corpi semplici. Marco Sbriziolo - Napoli: Ernesto Anfossi, 1888.